# Las Chozas (Villena)
Las Chozas es una partida rural de Villena (Alicante, España), situada al noroeste de su término municipal. Se encuentra en el límite del término, a aproximadamente un kilómetro de la provincia de Albacete y a 1,5 km de las Casas de Menor. Está compuesta por un pequeño núcleo y varias casas dispersas. Su población censada en 2015 era de 45 habitantes (INE).
Está situada el borde de la antigua laguna de Villena, y en sus cercanías se hallan el Salero Nuevo y el Salero Viejo, antiguamente llamados del Angostillo, como aparecen citados en la Relación enviada a Felipe II en 1575:

En el termino de Villena ay dos sitios de salinas que en ellos se fabrica sal de agua sacada a mano de pozos, que las unas se llaman las del Cabeço Polvogad, y las otras las de el Angostillo. Ay una laguna de media legua de largo en medio de las dos, rasa, que no produze yerba.

## Demografía
| Población | 29 | 32 | 33 | 38 | 38 | 37 | 41 | 48 | 52 | 56 |